# Fotografska emulzija
Fotografska emulzija, u fotografiji, je sloj fotoosjetljive suspenzije mikroskopski sitnih kristalića srebrnih halogenida (najčešće bromida) u želatini, u kojem se fotografiranjem stvara slika na fotografskom filmu, ploči ili papiru.

## Fotografska emulzija u nuklearnoj fizici
Na običnoj fotografskoj ploči nalazi se emulzija koja sadrži želatinu i srebrni bromid ili jodid (AgBr ili AgJ). Kad zrake svjetlosti padnu na ploču otapaju u emulziji srebrni bromid. Gdje je svjetlost jača (intenzivnija), tamo je i veći broj molekula AgBr oštećen. Pri razvijanju ploče stvore se iz molekula crna zrnca metalnog srebra. Fiksiranje zatim služi tome da se udalje neoštećene molekule srebrnog bromida i na taj način spriječi dalje djelovanje svjetlosti.
Na isti način zasnovana je fotografija u nuklearnoj fizici. Za razliku od obične fotografske ploče uzme se znatno deblji sloj emulzije, oko 0,1 mm, koji sadrži oko 10 puta više srebrnog bromida od obične fotografske emulzije. Kad brzi ion ili električki nabijena čestica prođe kroz emulziju, tad otapa molekule srebrnog bromida. Poslije razvijanja i fiksiranja ostaju duž staze čestice crna zrnca metalnog srebra. Na taj način jasno vidimo staze čestica.
Budući da fotografska emulzija predstavlja znatno gušću tvar od plina u Wilsonovoj komori, to su u emulziji staze znatno kraće. One se jasno razabiru tek pod mikroskopom. Običaj je da se duljine staza mjere u mikronima (1 μm = 0,001 mm). 
Na stazi čestice vidimo više srebrnih zrnaca ako je brzina čestice manja. To je jasno. Što nabijene čestice sporije prolaze kroz emulziju, to duže djeluju na molekule i više njih oštete. U fotografskoj emulziji mogu se jasno razlikovati staze različitih čestica. Ako dvije čestice imaju istu brzinu i isti električni naboj, one jednako djeluju na emulziju. No teža čestica ima za istu brzinu veću kinetičku energiju pa, ionizirajući jednako kao i lakša čestica, polaganije se usporuje. Zbog toga teže čestice, ako i imaju jednaku početnu brzinu kao lakše, ostavljaju duže staze, u kojima se gustoća zrnaca polaganije mijenja.
Ako nabijene čestice imaju izvanredno velike brzine, one prekratko djeluju u emulziji, pa ne ostavljaju traga. Isto se tako u fotografskoj emulziji teško vide elektroni. Oni imaju premalu masu da bi znatno otapali srebrni bromid. Potrebne su specijalne emulzije da se dobiju staze elektrona. Potpuno nevidljive su neutralne čestice.